# Soulmates (Mandoki Solumates)
Soulmates è un album del gruppo musicale Mandoki Soulmates, pubblicato nel 1999.

## Tracce
1. Crossing the Timeline – 5:45
2. Daydream – 5:45
3. Highest Hopes And Darkest Fears – 7:55
4. A Dreamer's Not A Fool – 6:50
5. Playing With The Time – 14:46
6. The Endless Power of Change – 3:29
7. Everyday – 3:32
8. Borrowed Love – 4:49
9. I Lost My Heart In China – 4:30
10. Pictures Of Life – 6:19
11. Rainbow Angel – 3:46

## Formazione
- Jack Bruce - voce
- Victor Bailey - basso
- Mike Stern - chitarra
- Steve Kahn - chitarra
- Steve Lukather - chitarra
- Lazlo Benker - tastiera
- Ian Anderson - flauto
- Leslie Mandoki - voce, batteria